# Arndt von Steuben
Gottlieb Arndt von Steuben (* 26. Juli 1826 in Eisenach; † 29. April 1900 in Görlitz) war ein preußischer Generalmajor.

## Leben

### Herkunft
Er war ein Angehöriger des Adelsgeschlecht von Steuben. Seine Eltern waren der Großherzoglich Sächsische Oberst und Kammerherr Georg von Steuben (1788–1863) und dessen Ehefrau Adelheid, geborene von Kracht (1798–1882).

### Militärkarriere
Steuben erhielt seine Ausbildung im elterlichen Hause sowie auf den Gymnasien in Eisenach und Erfurt. Am 11. April 1843 trat er als Musketier in das Sachsen-Weimarschen Kontingent ein und avancierte bis Mitte Februar 1846 zum Sekondeleutnant. 1848 nahm Steuben am Feldzug gegen Dänemark teil. Als Premierleutnant wurde er im März 1850 Bataillonsadjutant und Anfang Januar 1858 Führer der 5. Kompanie. Am 31. Juli 1858 folgte mit der Beförderung zum Hauptmann die Ernennung zum Kompaniechef. Während des Deutschen Kriegs war Steuben nicht aktiv an Kampfhandlungen beteiligt, sondern gehörte der Besatzung der Bundesfestungen Mainz und Ulm an.
Am 25. September 1867 trat Steuben als Hauptmann und Kompaniechef im 5. Thüringischen Infanterie-Regiment Nr. 94 (Großherzog von Sachsen) in den Verband der Preußischen Armee ein. Er stieg am 10. November 1868 zum Major auf und wurde am 16. März 1869 als Kommandeur des II. Bataillons in das 3. Brandenburgische Infanterie-Regiment Nr. 20 nach Wittenberg versetzt. Sein Bataillon führte Steuben 1870 im Krieg gegen Frankreich in den Schlachten bei Vionville und Gravelotte sowie der Belagerung von Metz. Am 29. September erhielt er das Eiserne Kreuz II. Klasse. Im Gefecht bei Chilleurs-aux-Bois wurden ihm durch ein Handpferd die beiden Knochen des rechten Unterschenkels zerschlagen, sodass Steuben am weiteren Feldzug nicht mehr teilnehmen konnte.
Ende 1871 war Steuben wieder dienstfähig. Er avancierte am 2. September 1873 zum Oberstleutnant und wurde am 1. Juni 1875 Kommandeur des Füsilier-Bataillons. Am 18. Mai 1876 stieg Steuben zum Kommandeur des 3. Hannoverschen Infanterie-Regiments Nr. 79 in Hildesheim auf und in dieser Eigenschaft wurde er am 20. September 1876 zum Oberst befördert. Für seine Leistungen in der Truppenführung erhielt Steuben am 7. September 1881 den Kronenorden II. Klasse. Unter Stellung à la suite des Regiments erfolgte am 16. November 1882 seine Ernennung zum Kommandeur der 18. Infanterie-Brigade in Glogau. Wenige Tage später avancierte er zum Generalmajor und wurde am 18. Januar 1885 anlässlich des Ordensfestes mit dem Roten Adlerorden II. Klasse mit Eichenlaub ausgezeichnet. In Genehmigung seines Abschiedsgesuches wurde er am 11. Februar 1886 mit der gesetzlichen Pension zur Disposition gestellt.
Seinen Lebensabend verbrachte Steuben in Görlitz, wo er an einem Herzschlag verstarb.

### Familie
Steuben hatte sich am 22. Juni 1854 in Eisenach mit Julie Antoinette Dorothea von Tschirschky und Bögendorff (1833–1903) verheiratet. Aus der Ehe gingen u. a. folgende Söhne hervor:
- Kuno Arndt (1855–1935), preußischer General der Infanterie
- Lewin Anton Bernd (1856–1930), preußischer Oberstleutnant beim Generalkommando des III. Armee-Korps
- Liborius Adolf Anton (1858–1928), preußischer Generalmajor